# Milan Design Week

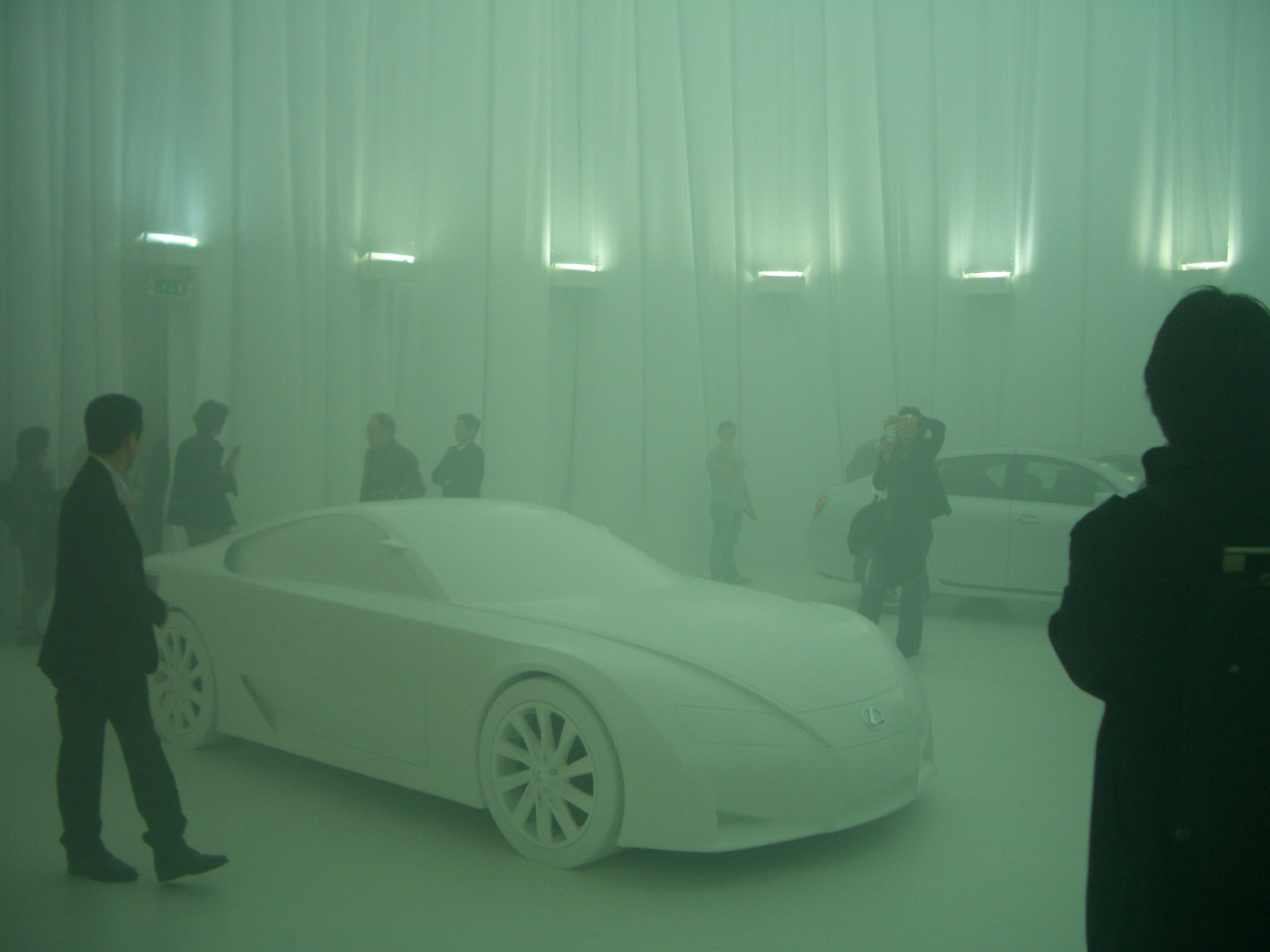
Milan Design Week Lexus, 2005. Exposition d'une Lexus-L.

La Milan Design Week, nommée aussi Fuorisalone, est un événement consacré au monde du design qui a lieu annuellement durant une semaine à Milan en parallèle au Salon du meuble.
Durant cette période, l'espace de plusieurs quartiers du centre historique de la ville (Centro, Zona Tortona,Ventura Lambrate, Fabbrica del vapore, Brera, Porta Romana et Porta Garibaldi e Corso Como) est occupé et aménagé selon les tendances du moment par des entreprises de design, des architectes et des designers.

## Aires expositives

### Centro
L'hyper-centre de Milan est l'un des lieux les plus représentatifs de Fuorisalone. Essentiellement caractérisé de showrooms et de noms confirmés du design mondial, il s'étend depuis les rues limitrophes de la via San Babila jusqu'à via Turati. La piazza Duomo est également aménagée chaque année de chapiteaux et d'expositions éphémères tout comme la cour d'honneur de l'université.

### Zona Tortona
Située dans le quartier de la Porta Genova, sur quelques rues menant vers l'extérieur de la ville, la zone Tortona présente un design alternatif et jeune où prévalent les concepts de créativité et d'expérimentation, et où pour exposer, les fabricants et designers utilisent des espaces tels des hangards et entrepôts désaffectés. Outre l'aire de Superstudio, la zone comprend plus de 60 emplacements et  plus de 150 exposants.